# Родионовка (Томская область)
Родионовка — деревня в Колпашевском районе Томской области России. Входит в состав Новосёловского сельского поселения. Население 3 чел. (2021) .

## География
Находится на востоке региона, по берегу р. Кеть.

## История
Основана в 1745 г. В 1926 году деревня Родионова состояла из 8 хозяйств, основное население — русские. В составе Типсинского сельсовета Колпашевского района Томского округа Сибирского края.
Согласно Закону Томской области Томской области от 09 сентября 2004 года № 195-ОЗ Родионовка вошла в состав Новосёловского сельского поселения.

## Население
| 1920 | 1926 | 2002 | 2010 | 2012 | 2013 | 2014 | 2015 | 2021 |
| ---- | ---- | ---- | ---- | ---- | ---- | ---- | ---- | ---- |
| 52   | ↘48  | ↘5   | ↗6   | →6   | ↗7   | →7   | →7   | ↘3   |

## Инфраструктура
Личное подсобное хозяйство.

## Транспорт
Выезд на региональную дорогу «Колпашево — Белый Яр» (идентификационный номер 69 ОП РЗ 69К-10).